# Peter Cambor
Peter Alexander Cambor (Houston, 28 settembre 1978) è un attore statunitense, noto per il suo ruolo di Nate Getz nella serie televisiva NCIS: Los Angeles.

## Biografia
Ha recitato in numerose serie televisive come Numb3rs e nel 2010 in Notes from the Underbelly dove ha interpretato il ruolo di Andrew Stone.
Nel 2013 prende parte alla serie televisiva Wedding Bad con il ruolo di Eddie ma la popolarità arriva con NCIS: Los Angeles dove impersona il personaggio di Nate Getz.

## Filmografia

### Cinema
- Per sempre la mia ragazza (Forever My Girl), regia di Bethany Ashton Wolf (2018)

### Televisione
- Numb3rs – serie TV (2007)
- Pushing Daisies – serie TV (2008)
- Trust Me – serie TV (2009)
- Notes from the Underbelly – serie TV (2010)
- NCIS - Unità anticrimine (NCIS) – serie TV, 2 episodi (2009)
- NCIS: Los Angeles – serie TV, 40 episodi 2009-2023)
- Wedding Bad – serie TV (2013)
- Roadies – serie TV, 10 episodi (2016)
- Grace and Frankie – serie TV, 34 episodi (2015-2022)
- Suits – serie TV, 8 episodi (2015-2018)